# Gushing
Gushing − niekontrolowane wypienianie się piwa po otwarciu naczynia (np. butelki, puszki) bez uprzedniego wstrząsania nim. Wyróżnia się gushing pierwotny i wtórny. 
Gushing pierwotny związany jest ze słodem. Początkowo wiązany był ze stopniem zakażenia ziarna jęczmienia pleśniami, jednak obecnie czynnik ten uważany jest za mało znaczący. Drugą przyczyną może być wysokie stężenie w ziarnach szczawianów. Gushing wtórny spowodowany jest m.in. przedwczesnym zakończeniem fermentacji, użyciem zbyt dużej ilości cukru do refermentacji lub zanieczyszczeniem wyrobu. Wśród metod zapobiegania gushingowi najbardziej efektywna jest filtracja piwa przez kaolin, adsorbujący na swojej porowatej powierzchni zanieczyszczenia, ponadto stosuje się także filtrację przez ziemię okrzemkową lub nylon.